# Thea Hail
Maddie Knisley (Pittsburgh, Pensilvania; 9 de septiembre de 2003) es una luchadora profesional estadounidense. Actualmente trabaja para la empresa WWE, donde se presenta en la marca NXT bajo el nombre de Thea Hail, además de ser miembro de Chase University. Anteriormente trabajo en el circuito independiente y realizó algunas apariciones para la empresa All Elite Wrestling (AEW), donde utilizó el nombre de Nikita Knight.

## Carrera

### All Elite Wrestling (2021)
Con el nombre de Nikita Knight y teniendo dieciocho años de edad, Knisley hizo su debut como luchadora profesional el 11 de septiembre de 2021 en un episodio de AEW Dark transmitido hasta el día 28 del mismo mes, un programa perteneciente a la empresa de lucha libre All Elite Wrestling (AEW), donde se enfrentó a Thunder Rosa en un combate individual, en el que fue derrotada. Dos meses después, reapareció el 30 de noviembre en otro episodio de AEW Dark, enfrentándose en un combate contra Julia Hart, en el cual también fue derrotada.

### WWE (2022-presente)
El 17 de marzo de 2022, se anunció que Knisley había firmado un contrato con WWE como parte de una nueva clase de luchadores reclutados que comenzarían a pulir sus habilidades luchísticas en el WWE Performance Center. Hizo su debut en el episodio del 8 de abril de NXT: Level Up, donde se presentó con el nuevo nombre de Thea Hail y fue derrotada por Ivy Nile. En el episodio del 31 de mayo de NXT, Hail se graduó de la universidad, y luego de esto, eligió estudiar su educación superior en la Universidad de Andre Chase. Al unirse a esta facción, comenzó a aparecer con los miembros de Chase U, Andre Chase y Bodhi Hayward, además de lograr obtener una racha de victorias en NXT Level Up. En el episodio del 9 de agosto de NXT, hizo su debut televisado en el ring de la marca durante un combate contra Arianna Grace, en el cual fue derrotada. En el episodio del 1 de noviembre de NXT, Duke Hudson se unió a Chase U, reemplazando a Bodhi Hayward, quien había sido despedido por la empresa ese mismo día. Ahí, ayudó a salvar a Chase y a Hail después de que el primero fuera atacado por Charlie Dempsey.
Luego de haber sido secuestrada por Ava Raine en el episodio del 7 de febrero de 2023, de NXT, Chase U y ella comenzaron un feudo contra The Schism, facción de Rayne. Estos últimos también empezarón a intimidar a Tyler Bate, quien se alió a Chase U en el episodio del 21 de marzo de NXT para encararlos. Como consecuencia a esto, ambos equipos pactaron un enfrentamiento que tomaría lugar en NXT Stand & Deliver, en el que apostaron que si The Schism ganaba, tomarían el control de Chase U. El 1 de abril en el evento, Chase U derrotó a The Schism. En el episodio del 6 de junio de NXT, Hail ganó una batalla real para convertirse en la contendiente número uno al Campeonato Femenino de NXT. En la noche 2 de NXT Gold Rush, se enfrentó a Tiffany Stratton por el Campeonato Femenino de NXT, sin embargo perdió.